# Hieracium glaucophylloides
Hieracium glaucophylloides es una especie de planta con flor del género Hieracium, de la familia Asteraceae, orden Asterales.

## Distribución
Hieracium glaucophylloides se distribuye por Francia y España.

## Taxonomía
Fue descrita científicamente por Sudre.
Tratamiento taxonómico
La especie aparece registrada y publicada en Bull. Géogr. Bot.